# Yannick Rupert
Yannick Rupert (* 10. November 1999) ist ein deutscher Fußballschiedsrichter.

## Karriere
Rupert legte 2015 seine Prüfung als Schiedsrichter im Fußballkreis Dortmund ab und pfeift für den SC Husen-Kurl. Im Alter von 16 Jahren begann er mit der Spielleitung im Herren-Bereich. 2018 erfolgte der Aufstieg als Schiedsrichter in die B-Junioren-Bundesliga und ein Jahr später in die A-Junioren-Bundesliga. Im DFB-Bereich ist er seit der Saison 2023/24 als Schiedsrichter-Assistent und seit der Saison 2024/25 als Schiedsrichter in der 3. Liga tätig. Dort debütierte er am 11. August 2024 bei der Partie Hannover 96 II gegen Rot-Weiss Essen.
In der 2. Bundesliga wird er, wie auch in der 3. Liga und dem DFB-Pokal, als Vierter Offizieller eingesetzt.
Eine bisherige Besonderheit war die Leitung eines Testspiels der deutschen U20-Nationalmannschaft gegen die U20-Auswahl aus Ghana am 14. August 2024 in Wuppertal.

## Privates
Rupert ist wohnhaft in Dortmund und ist dort als Arzt tätig. Er schloss das Studium der Humanmedizin an der Universität Witten/Herdecke 2025 ab.